# Prvenstvo Jugoslavije u hokeju na travi 1973.
Jugoslavensko prvenstvo u hokeju na travi za 1973. godinu je osvojio Partizan iz Zeline.

## Ljestvica
| mj. | klub                      | ut. | pob. | rem. | por. | po.g | pr.g | bod |
| --- | ------------------------- | --- | ---- | ---- | ---- | ---- | ---- | --- |
| 1.  | Partizan Zelina           | 10  | 5    | 3    | 2    | 10   | 4    | 13  |
| 2.  | Subotičanka Subotica      | 10  | 4    | 5    | 1    | 10   | 8    | 13  |
| 3.  | Elektrovojvodina Novi Sad | 10  | 4    | 2    | 4    | 17   | 12   | 10  |
| 4.  | BASK Beograd              | 10  | 3    | 3    | 4    | 13   | 16   | 9   |
| 5.  | Marathon Zagreb           | 10  | 3    | 2    | 5    | 14   | 16   | 8   |
| 6.  | Concordia Zagreb          | 10  | 2    | 3    | 5    | 11   | 19   | 7   |